# Янко, Владимир Владимирович
Влади́мир Влади́мирович Янко́ (18 января 1949, Москва — 16 мая 2022, там же) — советский хоккеист с мячом, советский и российский тренер. Заслуженный мастер спорта СССР (1973), заслуженный тренер СССР (1991), спортивный директор хоккейного клуба «Ак Барс — Динамо» (Казань), член Исполнительного комитета ФХМР, Председатель тренерского совета ФХМР.

## Биография
Родился 18 января 1949 года в Москве.
Воспитанник московского «Динамо». За «Динамо» играл с 1965 по 1968 год и с 1971 по 1980 год. Сезоны 1968/69, 1969/70 и 1970/71 отыграл в «Зорком». В составе «Динамо» Янко 5 раз становился чемпионом СССР, трижды выигрывал Кубок европейских чемпионов. 7 раз Янко входил в список 22-х лучших. Всего в высшей лиге чемпионата СССР Владимир Янко провёл 275 матчей, в которых забил 50 мячей.
Выступал за сборную Советского Союза в период с 1973 по 1979 год, стал в её составе четырёхкратным чемпионом мира. Всего за сборную СССР — 36 матчей, 4 забитых мяча.
После завершения карьеры игрока стал тренером. С 1982 по 1987 год работал с сыктывкарским «Строителем», вывел клуб в высшую лигу. Позже Янко возглавил красноярский «Енисей», с которым за два сезона стал двукратным чемпионом СССР. Уже после распада СССР Янко несколько лет работал в Финляндии (был главным тренером клуба Вейтерэ и сборной Финляндии), а затем долгое время возглавлял «Водник»; под его руководством клуб стал семикратным чемпионом России и по три раза выиграл кубки России и европейских чемпионов, дважды — Кубок мира. Сопутствовал успех и в «Динамо» (Москва), в которое Янко перешёл в 2005 году вместе с ведущими игроками «Водника»: Янко по два раза приводил его к победе в чемпионате и Кубке страны, по одному разу выигрывал кубки европейских чемпионов и мира. Затем тренировал «Кузбасс», а 18 мая 2010 года возглавил «Динамо-Казань». В первом же сезоне выиграл с этой командой чемпионат России и Кубок мира. В сезоне 2011/12 привёл казанцев к серебряным медалям чемпионата. Весной 2012 года контракт Янко с «Динамо-Казанью» закончился, и он покинул команду. С августа 2012 года является спортивным директором хоккейного клуба «Родина» (Киров). Летом 2013 года вернулся в Казань, где вновь стал главным тренером. В сезоне 2013/2014 «Динамо-Казанью» выиграло Кубок России и стало финалистом Кубка мира. По окончании сезона в связи с ухудшением финансового состояния команды покинул Казань и был приглашен в ульяновскую «Волгу» на пост спортивного директора, который покинул спустя три недели. С последней декады октября 2014 года — спортивный директор «Динамо» (Москва).
С 4 ноября 2016 года — спортивный директор «Байкала-Энергии» (Иркутск).
С апреля 2018 года — спортивный директор «Динамо» (Москва).
С ноября 2021 года — спортивный директор «Ак Барс — Динамо» (Казань).
Помимо клубных команд, Янко тренировал сборную СССР (с 1989 по 1991 год) и трижды — сборную России. Со сборной Советского Союза он выигрывал чемпионаты мира 1989 и 1991 годов, а с российской национальной командой первенствовал на турнирах 1999, 2001, 2006 и 2008 годов.
Скончался 16 мая 2022 года в Москве. Причиной стали последствия перенесённого коронавируса.

## Достижения

### В качестве игрока
- Чемпион СССР (5): 1971/72, 1972/73, 1974/75, 1975/76, 1977/78
- Обладатель Кубка европейских чемпионов (3): 1975/76, 1976/77, 1978/79
- Чемпион мира (4): 1973, 1975, 1977, 1979
- В списке 22-х лучших (7): 1971/72, 1972/73, 1974/75, 1975/76, 1976/77, 1977/78, 1978/79

### В качестве тренера
- Чемпион СССР (2): 1987/88, 1988/89
- Серебряный призёр чемпионата Финляндии: 1993/94
- Чемпион России (10): 1995/96, 1996/97, 1997/98, 1998/99, 1999/2000, 2003/04, 2004/05, 2005/06, 2006/07, 2010/11
- Обладатель Кубка России (6): 1996, 2000, 2005 (в), 2005 (о), 2006, 2013
- Обладатель Кубка европейских чемпионов (4): 2002, 2003, 2004, 2006
- Обладатель Кубка мира (4): 2003, 2004, 2006, 2010
- Чемпион мира (6): 1989, 1991, 1999, 2001, 2006, 2008

Единственный тренер, который приводил к победам в чемпионатах страны четыре разные команды («Енисей», «Водник», «Динамо» (Москва), «Динамо-Казань»).
Награжден орденом Почёта (26.4.2007) и орденом Дружбы (26.1.1998).